# KMSK Deinze
El KMSK Deinze fue un club de fútbol belga de la ciudad de Deinze en la provincia de Flandes Oriental. Fue fundado en 1926 y jugaba en la Segunda División de Bélgica.

## Historia
El club se funda el 12 de marzo de 1926. Cuatro días más tarde se une a la Real Asociación Belga de fútbol, recibiendo el n.º de matrícula 818. El terreno de juego estaba cerca de Astenedreef. Los siguientes años Deinze casi siempre jugará en la categorías provinciales.
Las actividades fueron interrumpidas en 1940 y el campo de juego se transforma en un vertedero. Durante la Segunda Guerra Mundial, el club se amplía a otras actividades deportiva como el hockey, natación y tenis de mesa. A partir de 1946 se vuelve a practicar fútbol.
En los siguientes años el club continúa progresando, jugando en Cuarta División o en Primera provincial. En 1978 se muda al estadio Burgemeester Van de Wiele en De Brielmeersen, construido por el ayuntamiento. En 1982 Deinze disputa por última vez en categoría provincial, ese año asciende a Cuarta división. 
En 1992 y 1993 Deinze consigue dos campeonatos consecutivos, llegando a Segunda División. En 1997 se alcanza el play-off de ascenso a Primera, pero no asciende. 
Al término de la temporada 2008-09, Deinze desciende a Tercera división, donde permaneció seis años. En la temporada 2009-10, Deinze juega el play-off de ascenso, perdiendo contra el Olympic de Charleroi. Tres años después, Deinze juega el play-off de ascenso. Terminaron decimoterceros esa campaña. En la ronda final pierden contra KRC Mechelen. Un año después (temporada 2013-14) Deinze participa en el play-off, perdiendo contra Union Saint-Gilloise. Un año después ascienden a Segunda.
Desde la reforma del sistema de ligas de 2016, Deinze ha estado compitiendo en Primera División Aficionada.
En 2017, el club adquirió el Burgemeester Van de Wiele Stadion por 521.000 euros.
Desde la temporada 2020-2021, Deinze jugaba en la Segunda División, dado que eran líderes destacados en Primera División Aficionada cuando la competición se suspendió por la pandemia del Covid-19 en marzo del 2020.
En 2022, el club pasó a manos de ACA Football Partners, una empresa de inversión de Singapur.  En la temporada 2023/24, el club estuvo a punto de ascender a Primera División. En 2024, el club, que atravesaba dificultades financieras, fue adquirido por el grupo inversor luxemburgués AAD Invest Group. Sin embargo, el grupo inversor no pudo salvar a Deinze de la quiebra. El miércoles 11 de diciembre de 2024 el juzgado comercial declaró en quiebra al club. Se designaron dos síndicos para manejar la quiebra. 

## Resultados
| Temporada | Nivel | Nivel | Nivel | Nivel | Nivel | Nivel | Nivel | División                                  | Puntos                                    | Observaciones |                                           |
|           | I     | I     | II    | III   | P.II  | P.III | P.IV  |                                           |                                           | |                                           |
| --------- | ----- | ----- | ----- | ----- | ----- | ----- | ----- | ----------------------------------------- | ----------------------------------------- | --- | ----------------------------------------- |
| 1926/27   |       |       |       |       |       |       | 1     | Cuarta Prov.                              | 26                                        | |                                           |
| 1927/28   |       |       |       |       |       | 2     |       | Tercera Prov.                             | 23                                        | |                                           |
| 1928/29   |       |       |       |       | 14    |       |       | Segunda Prov.                             | 9                                         | |                                           |
| 1929/30   |       |       |       |       |       | 2     |       | Tercera Prov.                             | 14                                        | |                                           |
| 1930/31   |       |       |       |       | 13    |       |       | Segunda Prov.                             | 2                                         | |                                           |
| 1931/32   |       |       |       |       | 14    |       |       | Segunda Prov.                             | 4                                         | |                                           |
| 1932/33   |       |       |       |       |       | 1     |       | Tercera Prov.                             | 28                                        | |                                           |
| 1933/34   |       |       |       |       | 10    |       |       | Segunda Prov.                             | 18                                        | |                                           |
| 1934/35   |       |       |       |       | 9     |       |       | Segunda Prov.                             | 22                                        | |                                           |
| 1935/36   |       |       |       |       | 11    |       |       | Segunda Prov.                             | 17                                        | |                                           |
| 1936/37   |       |       |       |       | 5     |       |       | Segunda Prov.                             | 25                                        | |                                           |
| 1937/38   |       |       |       |       | 10    |       |       | Segunda Prov.                             | 27                                        | |                                           |
| 1938/39   |       |       |       |       | 7     |       |       | Segunda Prov.                             | 29                                        | |                                           |
| 1939/40   |       |       |       |       | 2     |       |       | Segunda Prov.                             | 12                                        | Competición de emergencia debido a la Segunda Guerra Mundial                                                        |                                           |
| 1940/41   |       |       |       |       |       |       |       |                                           |                                           | Sin competición debido a la Segunda Guerra Mundial                                                                  |                                           |
| 1941/42   |       |       |       |       | 6     |       |       | Segunda Prov.                             | 13                                        | Competición de emergencia debido a la Segunda Guerra Mundial                                                        |                                           |
| 1942/43   |       |       |       |       | 3     |       |       | Segunda Prov.                             | 26                                        | Competición de emergencia debido a la Segunda Guerra Mundial                                                        |                                           |
| 1943/44   |       |       |       |       |       |       |       |                                           |                                           | Sin competición debido a la Segunda Guerra Mundial                                                                  |                                           |
| 1944/45   |       |       |       |       | 1     |       |       | Segunda Prov.                             | 22                                        | Competición de emergencia debido a la Segunda Guerra Mundial                                                        |                                           |
| 1945/46   |       |       |       |       | 7     |       |       | Segunda Prov.                             | 34                                        | |                                           |
| 1946/47   |       |       |       |       | 6     |       |       | Segunda Prov.                             | 32                                        | |                                           |
| 1947/48   |       |       |       |       | 9     |       |       | Segunda Prov.                             | 30                                        | |                                           |
| 1948/49   |       |       |       |       | 5     |       |       | Segunda Prov.                             | 33                                        | |                                           |
| 1949/50   |       |       |       |       | 3     |       |       | Segunda Prov.                             | 41                                        | |                                           |
| 1950/51   |       |       |       |       | 6     |       |       | Segunda Prov.                             | 34                                        | |                                           |
| 1951/52   |       |       |       |       | 7     |       |       | Segunda Prov.                             | 29                                        | |                                           |
|           | I     | I     | II    | III   | IV    | P.I   | P.II  | desde 1952/53 hay 4 divisiones nacionales | desde 1952/53 hay 4 divisiones nacionales | desde 1952/53 hay 4 divisiones nacionales                                                                           | desde 1952/53 hay 4 divisiones nacionales |
| 1952/53   |       |       |       |       |       | 2     |       | Primera Prov.                             | 40                                        | |                                           |
| 1953/54   |       |       |       |       |       | 1     |       | Primera Prov.                             | 46                                        | |                                           |
| 1954/55   |       |       |       |       | 12    |       |       | Cuarta División C                         | 25                                        | |                                           |
| 1955/56   |       |       |       |       | 14    |       |       | Cuarta División A                         | 24                                        | Terminó con igual puntos que el 13.º Stade Mouscronnois. Deinze ganó el partido de desempate por la permanencia 1-0 |                                           |
| 1956/57   |       |       |       |       | 13    |       |       | Cuarta División D                         | 25                                        | |                                           |
| 1957/58   |       |       |       |       | 11    |       |       | Cuarta División A                         | 27                                        | |                                           |
| 1958/59   |       |       |       |       | 14    |       |       | Cuarta División A                         | 24                                        | |                                           |
| 1959/60   |       |       |       |       |       | 1     |       | Primera Prov.                             | 46                                        | |                                           |
| 1960/61   |       |       |       |       | 13    |       |       | Cuarta División D                         | 25                                        | |                                           |
| 1961/62   |       |       |       |       | 11    |       |       | Cuarta División A                         | 27                                        | |                                           |
| 1962/63   |       |       |       |       | 13    |       |       | Cuarta División A                         | 23                                        | |                                           |
| 1963/64   |       |       |       |       | 8     |       |       | Cuarta División A                         | 30                                        | |                                           |
| 1964/65   |       |       |       |       | 12    |       |       | Cuarta División B                         | 24                                        | |                                           |
| 1965/66   |       |       |       |       | 9     |       |       | Cuarta División D                         | 31                                        | |                                           |
| 1966/67   |       |       |       |       | 6     |       |       | Cuarta División B                         | 35                                        | |                                           |
| 1967/68   |       |       |       |       | 14    |       |       | Cuarta División A                         | 25                                        | |                                           |
| 1968/69   |       |       |       |       |       | 14    |       | Primera Prov.                             | 23                                        | |                                           |
| 1969/70   |       |       |       |       |       |       | 1     | Segunda Prov.                             | 23                                        | |                                           |
| 1970/71   |       |       |       |       |       | 8     |       | Primera Prov.                             | 32                                        | |                                           |
| 1971/72   |       |       |       |       |       | 10    |       | Primera Prov.                             | 28                                        | |                                           |
| 1972/73   |       |       |       |       |       | 5     |       | Primera Prov.                             | 34                                        | |                                           |
| 1973/74   |       |       |       |       |       | 9     |       | Primera Prov.                             | 27                                        | |                                           |
| 1974/75   |       |       |       |       |       | 3     |       | Primera Prov.                             | 40                                        | |                                           |
| 1975/76   |       |       |       |       |       | 1     |       | Primera Prov.                             | 47                                        | |                                           |
| 1976/77   |       |       |       |       | 11    |       |       | Cuarta División A                         | 28                                        | |                                           |
| 1977/78   |       |       |       |       | 12    |       |       | Cuarta División B                         | 25                                        | |                                           |
| 1978/79   |       |       |       |       | 4     |       |       | Cuarta División B                         | 36                                        | |                                           |
| 1979/80   |       |       |       |       | 5     |       |       | Cuarta División A                         | 34                                        | |                                           |
| 1980/81   |       |       |       |       | 14    |       |       | Cuarta División A                         | 23                                        | Descenso en play-off                                                                                                |                                           |
| 1981/82   |       |       |       |       |       | 1     |       | Primera Prov.                             | 43                                        | |                                           |
| 1982/83   |       |       |       |       | 4     |       |       | Cuarta División A                         | 36                                        | |                                           |
| 1983/84   |       |       |       |       | 7     |       |       | Cuarta División A                         | 32                                        | |                                           |
| 1984/85   |       |       |       |       | 9     |       |       | Cuarta División A                         | 28                                        | |                                           |
| 1985/86   |       |       |       |       | 13    |       |       | Cuarta División A                         | 26                                        | |                                           |
| 1986/87   |       |       |       |       | 6     |       |       | Cuarta División A                         | 33                                        | |                                           |
| 1987/88   |       |       |       |       | 13    |       |       | Cuarta División A                         | 24                                        | |                                           |
| 1988/89   |       |       |       |       | 12    |       |       | Cuarta División A                         | 25                                        | |                                           |
| 1989/90   |       |       |       |       | 2     |       |       | Cuarta División A                         | 42                                        | |                                           |
| 1990/91   |       |       |       |       | 2     |       |       | Cuarta División A                         | 45                                        | |                                           |
| 1991/92   |       |       |       |       | 1     |       |       | Cuarta División A                         | 46                                        | |                                           |
| 1992/93   |       |       |       | 1     |       |       |       | Tercera División A                        | 48                                        | |                                           |
| 1993/94   |       |       | 10    |       |       |       |       | Segunda División                          | 40                                        | |                                           |
| 1994/95   |       |       | 12    |       |       |       |       | Segunda División                          | 38                                        | |                                           |
| 1995/96   |       |       | 10    |       |       |       |       | Segunda División                          | 42                                        | |                                           |
| 1996/97   |       |       | 3     |       |       |       |       | Segunda División                          | 64                                        | |                                           |
| 1997/98   |       |       | 6     |       |       |       |       | Segunda División                          | 51                                        | |                                           |
| 1998/99   |       |       | 16    |       |       |       |       | Segunda División                          | 30                                        | |                                           |
| 1999/00   |       |       | 11    |       |       |       |       | Segunda División                          | 43                                        | |                                           |
| 2000/01   |       |       | 16    |       |       |       |       | Segunda División                          | 36                                        | |                                           |
| 2001/02   |       |       | 16    |       |       |       |       | Segunda División                          | 36                                        | |                                           |
| 2002/03   |       |       | 13    |       |       |       |       | Segunda División                          | 40                                        | |                                           |
| 2003/04   |       |       | 7     |       |       |       |       | Segunda División                          | 50                                        | |                                           |
| 2004/05   |       |       | 10    |       |       |       |       | Segunda División                          | 43                                        | |                                           |
| 2005/06   |       |       | 17    |       |       |       |       | Segunda División                          | 23                                        | |                                           |
| 2006/07   |       |       | 6     |       |       |       |       | Segunda División                          | 50                                        | |                                           |
| 2007/08   |       |       | 15    |       |       |       |       | Segunda División                          | 43                                        | |                                           |
| 2008/09   |       |       | 18    |       |       |       |       | Segunda División                          | 36                                        | |                                           |
| 2009/10   |       |       |       | 4     |       |       |       | Tercera División A                        | 60                                        | |                                           |
| 2010/11   |       |       |       | 3     |       |       |       | Tercera División A                        | 59                                        | |                                           |
| 2011/12   |       |       |       | 6     |       |       |       | Tercera División A                        | 46                                        | |                                           |
| 2012/13   |       |       |       | 13    |       |       |       | Tercera División A                        | 39                                        | |                                           |
| 2013/14   |       |       |       | 3     |       |       |       | Tercera División A                        | 57                                        | |                                           |
| 2014/15   |       |       |       | 2     |       |       |       | Tercera División                          | 65                                        | Ascenso a Segunda después que FCV Dender EH y KSK Hasselt no recibieran licencia                                    |                                           |
| 2015/16   |       |       | 14    |       |       |       |       | Segunda División                          | 29                                        | |                                           |
|           | 1A    | 1B    | 1Am   | 2Am   | 3Am   | P.I   | P.II  |                                           |                                           | desde 2016-17 hay 2 divisiones nacionales y 3 regionales                                                            |                                           |
| 2016/17   |       |       | 6     |       |       |       |       | Primera Div. Aficionada                   | 48                                        | |                                           |
| 2017/18   |       |       | 4     |       |       |       |       | Primera Div. Aficionada                   | 50                                        | Cuarto en ronda de ascenso con Knokke FC, Lommel SK y Dessel Sport                                                  |                                           |
| 2018/19   |       |       | 2     |       |       |       |       | Primera Div. Aficionada                   | 59                                        | Cuarto en ronda de ascenso con Excelsior Virton, Thes Sport y Lierse Kempenzonen                                    |                                           |
| 2019/20   |       |       | 1     |       |       |       |       | Primera Div. Aficionada                   | 62                                        | Competición suspendida por Covid-19.                                                                                |                                           |
| 2020/21   |       | 5     |       |       |       |       |       | Segunda División                          | 39                                        | |                                           |
| 2021/22   |       | 4     |       |       |       |       |       | Segunda División                          | 39                                        | |                                           |
| 2022/23   |       | 8     |       |       |       |       |       | Segunda División                          | 49                                        | |                                           |
| 2023/24   |       | 3     |       |       |       |       |       | Segunda División                          | 53                                        | |                                           |
| 2024/25   |       | 16    |       |       |       |       |       | Segunda División                          | 0                                         | Quiebra tras la jornada 14, desaparece                                                                              |                                           |

## Palmarés
- Primera División Aficionada de Bélgica (1): 2019/20
- Tercera División (1): 1992/93
- Cuarta División (1): 1991/92